# Stefan Michels
Stefan Michels (* 1986 in Hadamar) ist ein deutscher evangelischer Theologe und Kirchenhistoriker.

## Leben
Michels studierte Evangelische Theologie und Klassische Philologie in Gießen und Marburg. 2015 legte er sein erstes theologisches Examen in der Evangelischen Kirche in Hessen und Nassau ab. 2016 war er Promotionsstipendiat der Hessischen Lutherstiftung (Darmstadt). 2017–2019 arbeitete er als wissenschaftlicher Mitarbeiter im DFG-Editionsprojekt Monumenta Testium veritatis bei Wolf-Friedrich Schäufele und wurde 2020 mit einer Arbeit zum Thema Testes veritatis. Studien zur transformativen Entwicklung des Wahrheitszeugenkonzeptes in der Wittenberger Reformation zum Dr. theol. promoviert. 2020–2022 war Michels wissenschaftlicher Mitarbeiter an der Professur für Kirchengeschichte der Neuzeit an der Johannes Gutenberg-Universität Mainz. Seit Oktober 2022 hat er die Professur für Kirchengeschichte  an der Johann-Goethe-Universität Frankfurt inne.

## Veröffentlichungen (Auswahl)
- Testes veritatis. Studien zur transformativen Entwicklung des Wahrheitszeugenkonzeptes in der Wittenberger Reformation, Tübingen 2022 (= Spätmittelalter, Humanismus, Reformation 129).